# Eyebrow
Eyebrow est un village situé dans la province de la Saskatchewan, dans le centre-sud.